# Lisa Martinek

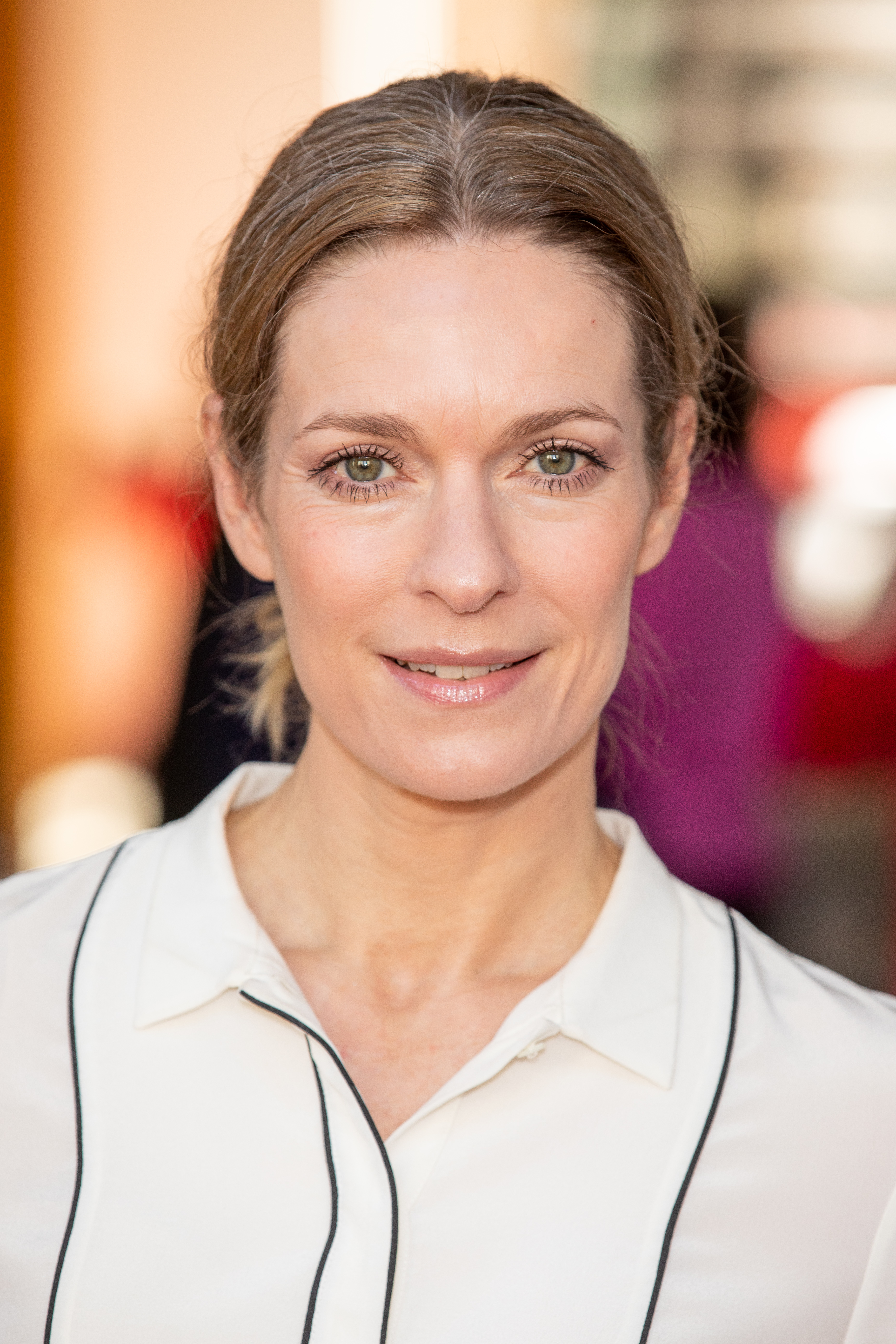
Lisa Martinek, 2019

Lisa Martinek (* 11. Februar 1972 als Lisa Wittich in Stuttgart, nach Heirat bürgerlich Lisa Ricciarelli; † 28. Juni 2019 in Grosseto, Italien) war eine deutsche Schauspielerin.

## Leben
Lisa Martinek war die Tochter des Architekten Roland Wittich (* 1942) und die ältere Schwester des Regisseurs und Drehbuchautors Frieder Wittich (* 1974). Bereits während ihrer Schulzeit spielte sie am Schultheater und entwickelte Interesse am Schauspiel. Im Alter von 16 Jahren gab sie unter ihrem Geburtsnamen Lisa Wittich ihr Schauspieldebüt in der ARD-Vorabendserie Fest im Sattel als Pia an der Seite von Hans Clarin. 1991 war sie im zweiten Film der Filmreihe Schulz & Schulz mit Götz George in einer Nebenrolle als Mitschülerin von Dorothee (Sybille Waury), eine der dortigen Serienhauptrollen, zu sehen. Bei den Dreharbeiten lernte sie ihren späteren Mann Krystian Martinek kennen, der als Jochen eine durchgehende Rolle spielte. Für die Fernsehkomödie Ein Mann für meine Frau stand sie 1992 neben Robert Atzorn und Iris Berben als Alexa vor der Kamera.
Nach ihrem Abitur entschied sie sich für eine professionelle Schauspielausbildung, die sie von 1993 bis 1997 an der Hochschule für Musik und Theater in Hamburg absolvierte. Während dieser Zeit spielte sie bereits am Hamburger Thalia Theater und arbeitete weiterhin sowohl in Fernseh- als auch Kinoproduktionen mit. In insgesamt 20 Folgen war sie 1994 als Tina Neddelbeck in der Fernsehserie Blankenese zu sehen. 1996 besetzte sie Krystian Martinek für die Episodenhauptrolle Tatiana Dodin in dem Film Kaviar Connection der ZDF-Krimireihe Ein starkes Team. Von 1997 bis 2001 arbeitete sie am Schauspielhaus Leipzig. Danach war sie als Gast beim Schauspiel Frankfurt und am Deutschen Theater in Berlin engagiert.

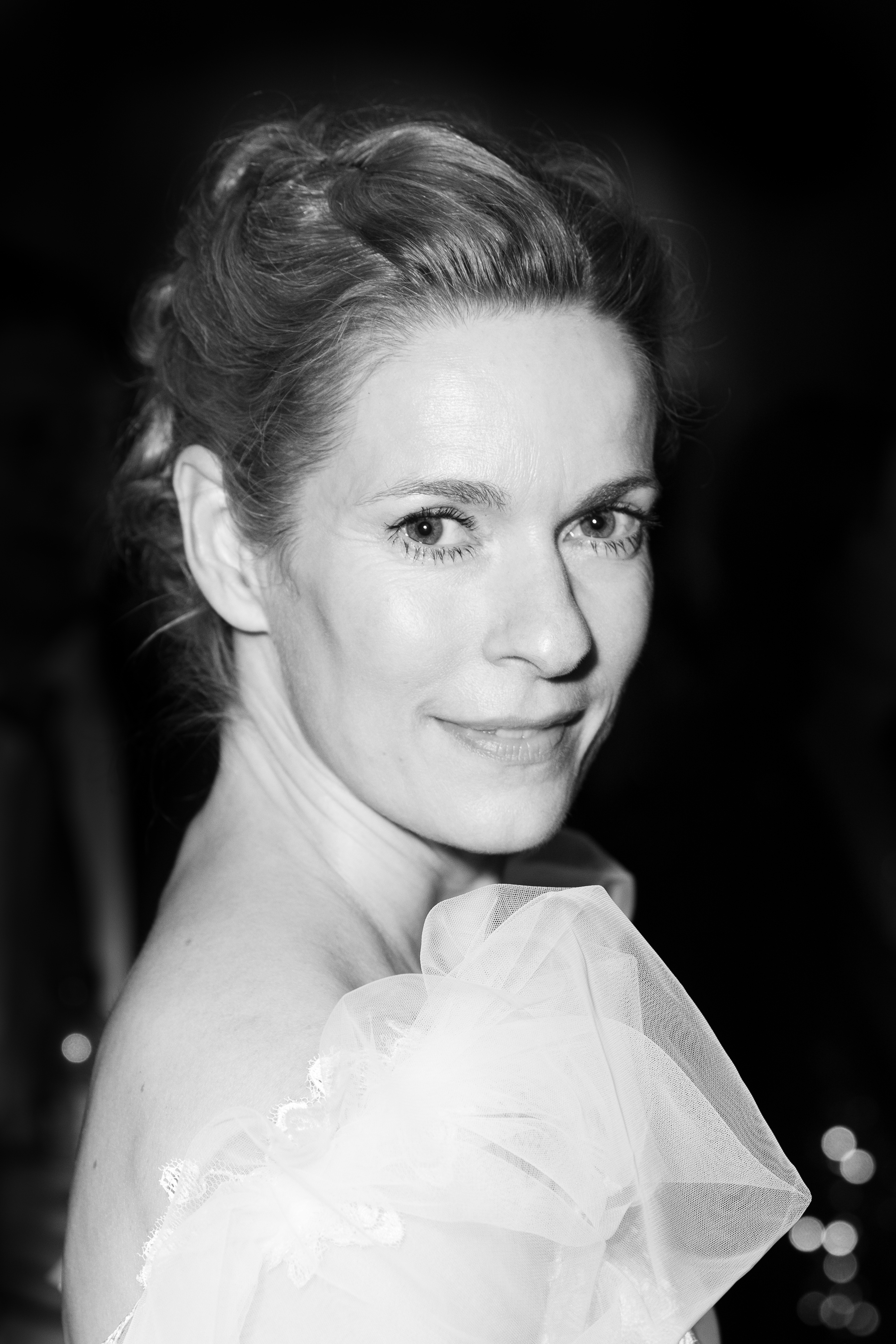
Lisa Martinek, 2019

Für ihre Rolle als Fahrradkurierin Lena in Härtetest wurde Martinek 1998 für den Deutschen Filmpreis nominiert. Für Uwe Jansons Film Jagd auf den Flammenmann, in dem sie 2003 die Rolle der jungen Polizistin Susanna Beckert verkörperte, wurde sie ebenfalls in der Kategorie Hauptrolle für den Deutschen Fernsehpreis nominiert. 2007 war sie in einer Fernsehneuverfilmung von Helmut Käutners Die Zürcher Verlobung in der Hauptrolle als Zahnarzthelferin Juliane zu sehen, die im Original 50 Jahre zuvor von Liselotte Pulver verkörpert worden war. 2008 hatte sie neben Lukas Schust die Rolle der alleinerziehenden Meeresbiologin Anna Bender in dem deutsch-österreichischen Fantasyfilm Das Wunder von Loch Ness. Von 2006 bis 2012 war sie als Nachfolgerin von Ann-Kathrin Kramer an der Seite von Charlotte Schwab in der ZDF-Krimireihe Das Duo als Kommissarin Clara Hertz zu sehen.
Von 2010 bis 2013 spielte Martinek neben Andrea Sawatzki als Eva Ackermann eine der Hauptrollen in vier Filmen der Filmreihe Bella. In Neelesha Barthels ZDF-Filmkomödie Ein schrecklich reiches Paar hatte sie an der Seite von Thomas Heinze die Rolle der Millionärsgattin Eva Klüber, die nach der Scheidung um ihr Vermögen gebracht wird. Im Sommer 2017 spielte sie neben Marc Benjamin Puch und Laura Berlin in der ZDFneo-Serie Blaumacher Lisa Sporbert, die ihrem Mann Frank, der in einer Midlife-Crisis steckt, eine Affäre beichtet. 2018 übernahm sie die Titelrolle der blinden Anwältin Romy Heiland in der ersten sechsteiligen Staffel der später fortgesetzten ARD-Fernsehserie Die Heiland – Wir sind Anwalt. Ihre letzte Filmrolle hatte sie als Mordkommissionschefin Petra Steinle in der Pilotfolge der ZDF-Reihe Schwartz & Schwartz mit Devid Striesow und Golo Euler.

## Engagement
Lisa Martinek unterstützte als Botschafterin die „Stiftung Atemweg“, die es sich zur Aufgabe gemacht hat, über Lungenerkrankungen aufzuklären. Ab 2017 war sie auch Botschafterin für „Mother Hood e.V“, einer Bundeselterninitiative, die sich für den Schutz von Mutter und Kind einsetzt. Sie gehörte außerdem zu den Gründungsmitgliedern der Deutschen Filmakademie.

## Privates
Lisa Martinek war von 1992 bis 1995 in erster Ehe mit dem Regisseur und Schauspieler Krystian Martinek (* 1948) verheiratet. Ab 2002 war sie mit dem italienischen Schauspieler und Produzenten Giulio Ricciarelli (* 1965) liiert. Nach ihrer Heirat im Juni 2009 trug sie privat den Familiennamen Ricciarelli, behielt jedoch als Künstlerin den Namen Martinek weiterhin bei. Das Paar lebte mit seinen drei Kindern abwechselnd in München und Berlin.

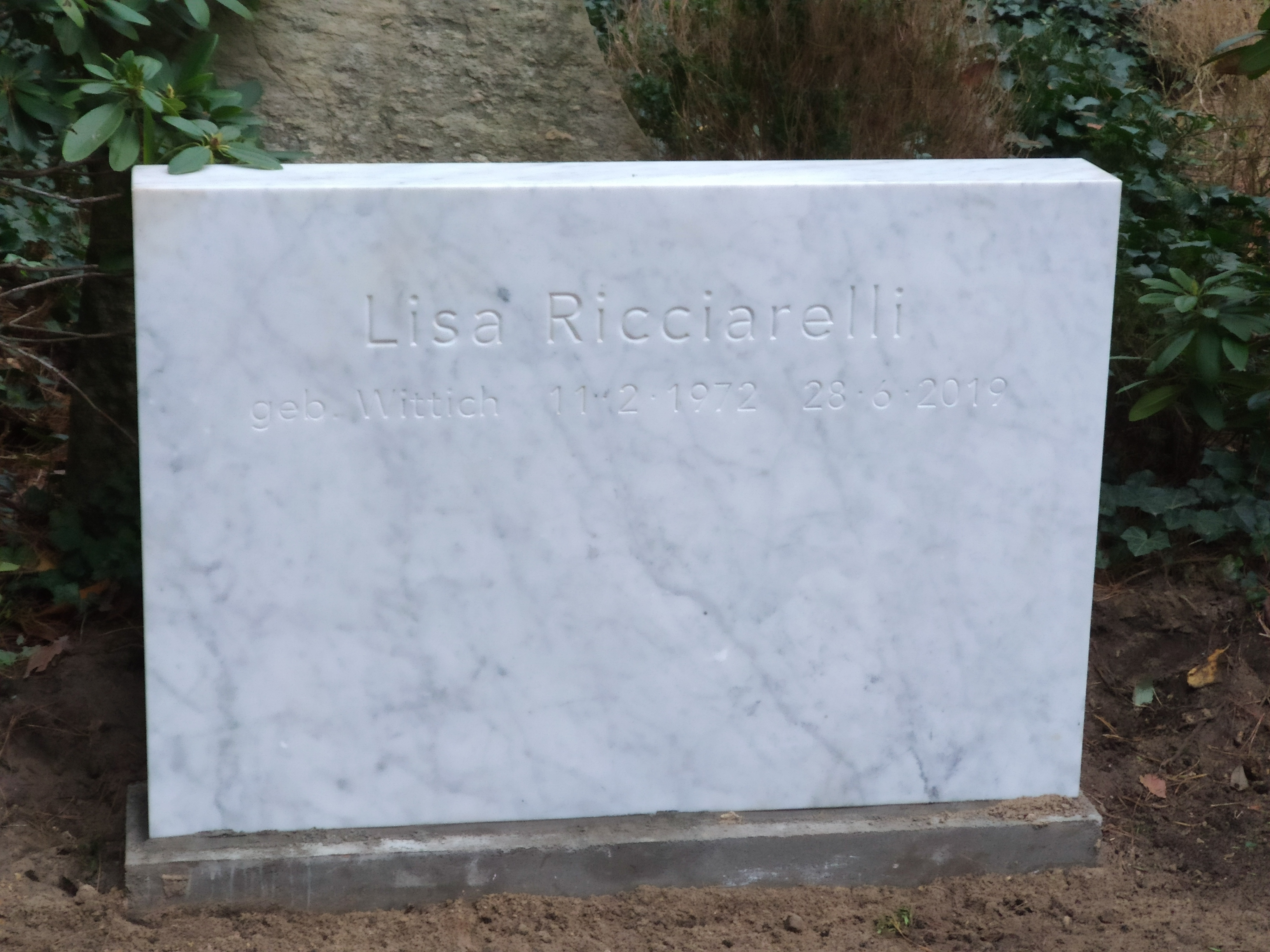
Grab von Lisa Martinek auf dem Waldfriedhof Dahlem

Ende Juni 2019 erlitt Martinek während eines Bootsausflugs nahe Sant’Andrea auf der italienischen Insel Elba, wo sie mit ihrer Familie Urlaub machte, einen Herzstillstand. Sie starb im Krankenhaus von Grosseto. Sie wurde auf dem Berliner Waldfriedhof Dahlem im Bezirk Steglitz-Zehlendorf beigesetzt.

## Filmografie

### Filme
- 1993: Ein Mann für meine Frau
- 1993: Der Showmaster
- 1994: Die hirnlose Frau (Kurzfilm)
- 1995: Neulich am Deich (Kurzfilm)
- 1996: Jenseits von Schweden (Kurzfilm)
- 1997: Buddies – Leben auf der Überholspur
- 1998: Härtetest
- 1999: Wer liebt, dem wachsen Flügel
- 2000: Eine Hand voll Gras
- 2000: Vom Küssen und vom Fliegen
- 2001: Das Monstrum
- 2001: Der Verleger (Zweiteiler)
- 2001: Der Schuss
- 2001: Boran
- 2002: Der Mann von nebenan
- 2002: Die Rückkehr
- 2003: Jagd auf den Flammenmann
- 2003: Zwei Tage Hoffnung
- 2003: Der gestohlene Mond
- 2004: Klassentreffen
- 2004: Mein Weg zu dir heißt Liebe
- 2004: Lautlos
- 2004: Das Zimmermädchen und der Millionär
- 2004: Vincent (Kurzfilm)
- 2005: Der Mann von nebenan lebt!
- 2005: Der Junge ohne Eigenschaften
- 2005: Ein Kuckuckskind der Liebe
- 2005: Rendezvous
- 2005: Wo bleibst du, Baby?
- 2006: Schuld und Rache
- 2006: Tornado – Der Zorn des Himmels (Zweiteiler)
- 2006: Ich leih’ mir eine Familie
- 2007: Die Zürcher Verlobung – Drehbuch zur Liebe
- 2007: Eine folgenschwere Affäre
- 2008: Das Wunder von Loch Ness
- 2008: Willkommen im Westerwald
- 2009: Für meine Kinder tu’ ich alles
- 2009: Gletscherblut
- 2009: Ampelmann (Kurzfilm)
- 2009: Böses Erwachen
- 2010: Meine Tochter nicht
- 2012: Die Schuld der Erben
- 2012: Hochzeiten
- 2013: Hochzeiten 2 (Just Married – Hochzeiten zwei)
- 2013: Willkommen im Club
- 2014: Im Labyrinth des Schweigens
- 2014: Alles muss raus – Eine Familie rechnet ab (Zweiteiler)
- 2014: Perfection (Kurzfilm)
- 2015: Tod auf der Insel
- 2015: Schwester Weiß
- 2017: Ein schrecklich reiches Paar

### Fernsehserien und -reihen
- 1988–1992: Fest im Sattel (28 Folgen)
- 1991: Schulz & Schulz II – Aller Anfang ist schwer
- 1992: Großstadtrevier (Folge Vereinskameraden)
- 1994: Blankenese (20 Folgen)
- 1994: Zwei alte Hasen (Folge Clarissa)
- 1995: Ein Fall für zwei (Folge Tödlicher Kaufrausch)
- 1996: Ein starkes Team – Kaviar Connection (Fernsehreihe)
- 1998: Lisa Falk – Eine Frau für alle Fälle (Folge Der letzte Besucher)
- 1999: Klemperer – Ein Leben in Deutschland (Folge Küss mich in der Kurve)
- 2001: Doppelter Einsatz (Folge Verhängnis)
- 2002: Stahlnetz – PSI (Fernsehreihe)
- 2002: Achterbahn (Folge Bloß kein Baby)
- 2004: Tatort – Teufelskreis (Fernsehreihe)
- 2004: Der Elefant – Mord verjährt nie (Fernsehserie, Folge Der Lügner)
- 2004: Rosa Roth – Freundeskreis (Fernsehreihe)
- 2006: Kommissarin Lucas – Das Verhör (Fernsehreihe)
- 2006–2012: Das Duo (Fernsehreihe, 13 Folgen → siehe Episodenliste)
- 2010–2013: Bella (Fernsehreihe, 3 Folgen)
  - 2010: Bella Vita
  - 2012: Bella Australia
  - 2013: Bella Familia – Umtausch ausgeschlossen
- 2010: Tatort – Blutgeld
- 2014: Der Alte (Folge Zwischen Leben und Tod)
- 2014: Der Kriminalist (Folge Ums Leben betrogen)
- 2017: Ein starkes Team – Vergiftet (Fernsehreihe)
- 2017: Blaumacher (6 Folgen)
- 2018: Die Heiland – Wir sind Anwalt (6 Folgen)
- 2018: Tatort – KI (Fernsehreihe)
- 2018: Schwartz & Schwartz – Mein erster Mord (Fernsehreihe)

## Theatrografie
- 1995: Sommernachtstraum (Regie: Jens Daniel Herzog; Theater: Thalia Theater Hamburg)
- 1995: Mama und die Hure (Regie: Jürgen Gosch; Theater: Thalia Theater Hamburg)
- 2002: Simulacron (Regie: Armin Petras; Theater: Schauspiel Frankfurt)
- 2009: Rose – oder Liebe ist nicht genug (Regie: Armin Petras; Theater: Deutsches Theater Berlin)